# 1960年の航空
< 1960年
1959年の航空 - 1960年の航空 - 1961年の航空

## 航空に関する出来事
- 1960年 - 浜松・第1航空団第2飛行隊内に空中機動研究班（後のブルーインパルス）が発足した。
- 1月26日 - スキーを装着した輸送機がアメリカのバード南極基地に初めて着陸した。
- 4月6日 - 垂直離着陸機、ショート SC.1が垂直飛行から水平飛行への移行に成功した。
- 4月10日 - 1956年のスエズ危機以来運行が休止されていたBOAC のロンドン-カイロ便が再開された。
- 4月13日 - イギリスが弾道ミサイルの開発をやめ、アメリカのスカイボルト・ミサイルを購入することを決定した。
- 5月1日 - アメリカの偵察機、ロッキードU-2がスベルドロフスクSverdlovskで撃墜され、CIAのパイロット、フランシス・ゲーリー・パワーズが捕虜となった。（U-2撃墜事件）
- 5月12日 - アメリカ空軍の C-130 ハーキュリーズが 35,000 lb (15,876 kg)の重量をパラシュート降下させた。
- 6月1日 - トランスカナダ航空がダグラス DC-8でジェット機によるモントリオールとロンドン間の運行を開始した。
- 8月16日 - 米空軍のジョセフ・キッティンガー大尉（後に大佐）が、パラシュート降下の高度と、降下時間の世界記録を達成。プロジェクト・エクセルシオにおいて、高々度パラシュート脱出システムの試験において31,150mの高さから降下し、25,815mまで自由落下した。
- 8月18日 - C-119 フライングボックスカーが人工衛星、ディスカバラー14号から放出されたデータカプセルを空中で回収した。
- 9月30日 - コンスタンティン・コキナキが、 MiG-21を改造した E-66で100kmの周回飛行で2148.66 km / hの世界速度記録を樹立した。
- 10月8日 - アメリカ連邦航空局（FAA:Federal Aviation Administration）がアメリカ合衆国で登録された民間航空機が70,000機を超えたと発表した。
- 10月24日 - ソビエト連邦のバイコヌール宇宙基地で開発中の大陸間弾道ミサイルR-16が発射台で爆発し、公式の発表では死者90人、一般的にはおそらく死者120人程度の大事故となった。（ニェジェーリンの大惨事）

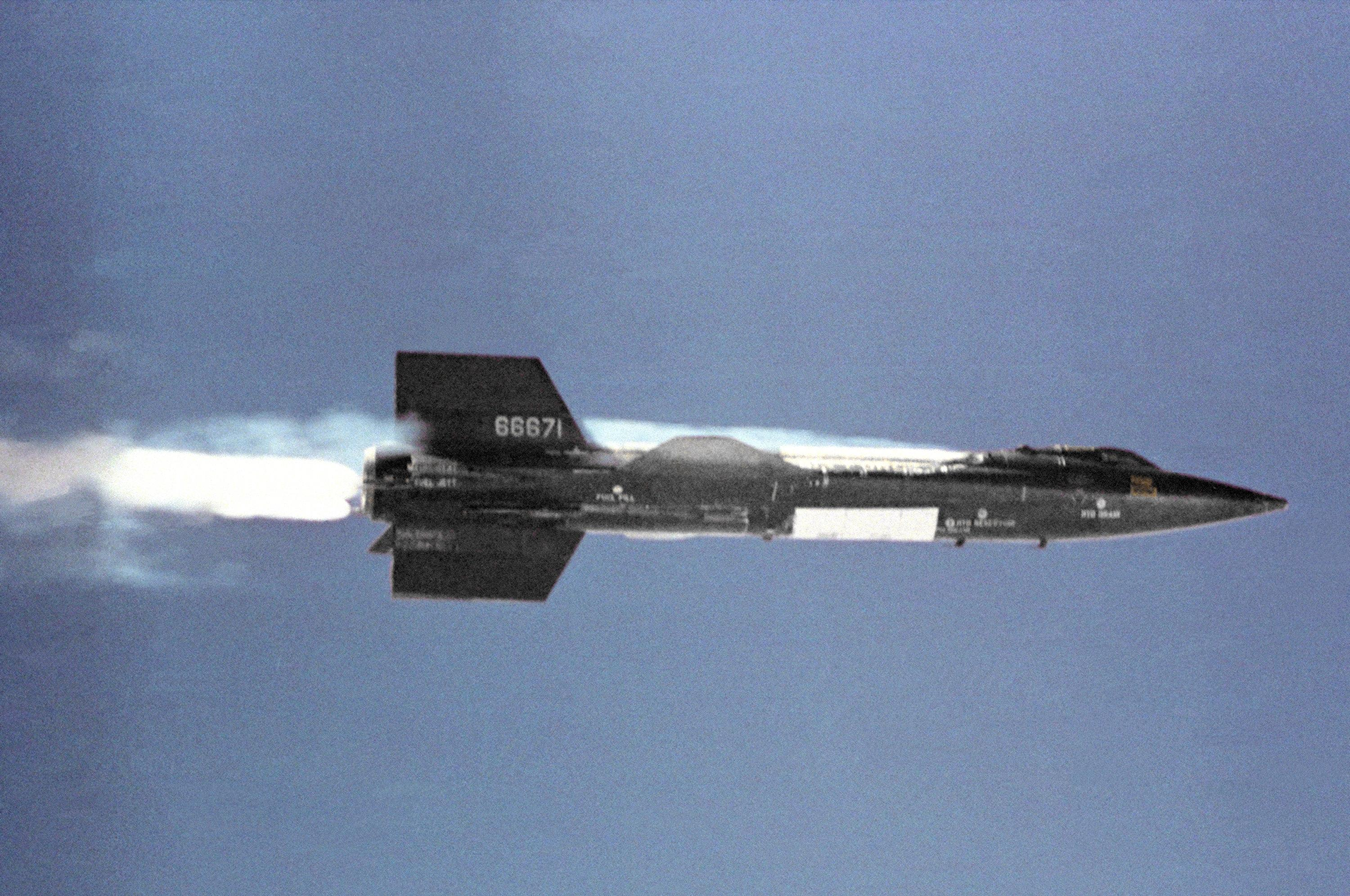
X-15

- 10月31日 - BEAがロンドン、ヒースロー空港から定期運行していた最後のレシプロエンジン旅客機、DC-3を引退させた。
- 11月19日 - 垂直離着陸機 ハリアーの前身である実験機、ホーカーシドレー P.1127 ケストレルが自由飛行によるホバリングを行う。
- 12月14日 - アメリカ空軍のボーイング B-52Gが、無着陸、無給油で、10,000マイル（16,000km）を飛行した。飛行時間は19時間45分であった。
- 11月15日以降 - アメリカ空軍のアルバート・スコット・クロスフィールドがロケット実験機、X-15で、マッハ2.97の速度記録を記録した。

## 1960年に初飛行した機体の画像

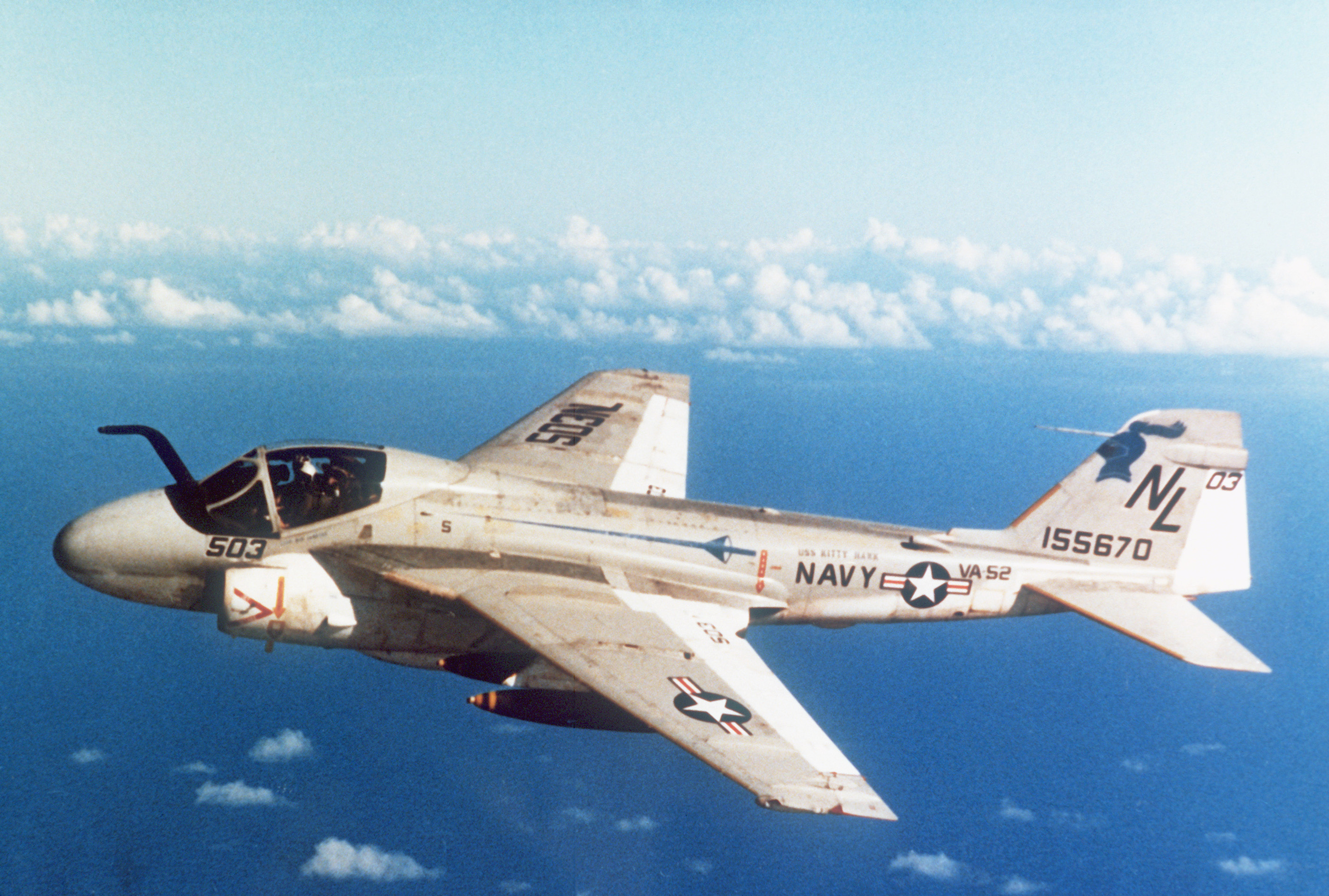
A-6 イントルーダー （4月19日)
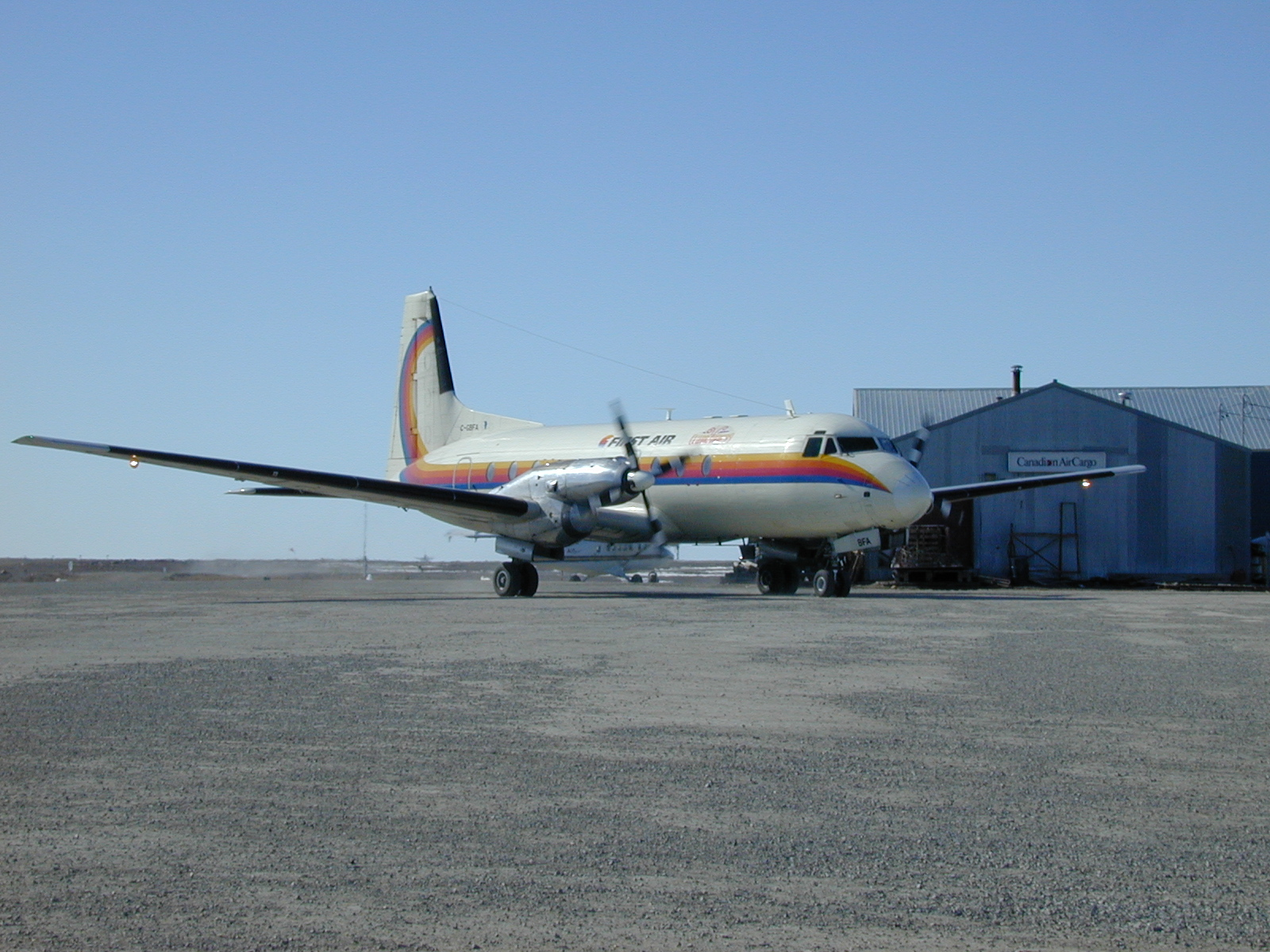
アブロ 748 （6月24日）
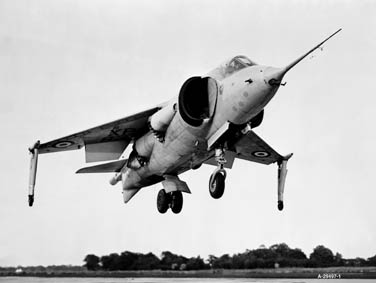
ホーカー・シドレー P.1127 （11月19日)

## 航空に関する賞の受賞者
- ハーモン・トロフィー： アルバート・スコット・クロスフィールド、ジョセフ・ウォーカー、ロバート・ホワイト
- デラボー賞：ボリス・アドリアノフ (USSR)、コンスタンティン・コキナキ (USSR)、ジョン・P・ディヴィス (USA)、トーマス・R・グリソム (USA)